# ريتشارد شوارتز
ريتشارد شوارتز (بالإنجليزية: Richard Schwartz)‏ هو كاتب للأطفال ورياضياتي وكاتب أمريكي، ولد في 11 أغسطس 1966 في لوس أنجلوس في الولايات المتحدة.